# Vepsere
Vepser er et østersøfinsk folk, som bor i den Karelske republik og omkring Vologda i Rusland. Deres oprindelige sprog er vepsisk. Vepsernes antal skønnes at være omkring 12.000. Vepsernes nærmeste slægtninge er karelere, finner og estere. Vepserne er fordelt på tre forskellige grupper: onegavepser omkring Onegasøen, centralvepser og, syd for Skt. Petersborg, sydvepser. Trods forskelle er de vepsiske dialekter indbyrdes forståelige.
Vepsernes egenbenævnelse er vepslaine.

## Navn
Selv kalder vepserne sig vepslaine, bepslaane, lüdinik eller lüdilaine. Jordanes mente i 300-tallet, at folkene opført som vas og vasina sandsynligvis var vepsere. I 800-tallets russiske krøniker kaldes de Весь, og i 900-tallets arabiske rejseskildringer visu.  Oprindelsen til betegnelsen "veps" er uklar. I ældre russiske kilder blev både vepsere, votere og estlændere kaldet "tsjuder". På 1800-tallet omtalte nogle finske sprogforskere vepserne "nordlige tsjudere". I moderne russisk talesprog kaldes vepsere nedladende tsjukhars eller tsjukhnas. I Nils Gaups film Vejviseren (1987) fremstilles tsjuderne som samernes fjender, "et folk fra Karelen" og deres "morderiske fremfærd".

## Udbredelse
Vepsernes bosættelsesområde ligger mellem Ladogasøen, Onegasøen og Hvidehavet. Befolkningen er opdelt i tre mindre og indbyrdes adskilte grupper:
- En gruppe bor inden for Karelske Republik ved Onega syd for Petroskoi, og omfatter 24 landsbyer.
- En anden gruppe bor i Leningrad oblast omkring floden Ojat, som udmunder i søen.
- En tredje gruppe bor på sydskråningerne af det vepsiske højland i den østlige del af Leningrad oblast og det nordvestlige hjørne af Vologda oblast, hvor de har en halv snes landsbyer. Floden Svir adskiller den nordlige og de to sydlige grupper.[6]

## Historie
Den vepsiske folkestamme har åbenbart allerede tidligt dannet en selvstændig folkegruppe. Den omtales formentlig i Jordanes' krønike fra 300-tallet som Vasina broncas ved siden af andre folk. Også i Nestorkrøniken omtales vepserne, ves, idet de nævnes blandt de folk, som i 800-tallet skulle have indkaldt varægere til at herske over sig. Nestorkrøniken oplyser også, at de boede ved Beloozero (Hvidehavet) og at de betalte skat til russerne. Senere deltog de, da Oleg i 882 (6390 ifølge Nestorkrønikens datering) erobrede byen Smolensk. Den arabiske rejsende Ibn Fadlan, som i 922 besøgte bolgarernes konge, omtaler købmænd fra et land benævnt Wiso (Wisū), som leverede skind af zobel og sortræv. Efter rejsens længde at dømme, 3 måneder, og de korte sommernætter i Wisolandet, må dette have ligget mellem Hvidehavet, Valkeajärvi (Boloe-ozero) og Ladoga, hvilket tyder på, at der sigtes til vepserne.  Også Adam af Bremen kender til et folk kaldet Wizzi. Endog Saxo omtaler dem. Derefter var der i århundreder tavshed om vepserne. De blev først igen fremdraget af glemselen af sprogforskeren A. J. Sjögren, som i 1824 i opdrag af den tidligere russiske rigskansler Nikolaj Petrovitj Rumjantsev besøgte og beskrev deres bosættelsesområder. Af de østersøfinske sprog er vepsisk det mest arkaiske, og står urfinsk nærmest. 
Ved Ladogas sydøstre strand, hvor floderne Olhava, Ojat og Svir udmunder, har man fundet gravhøje fra tiden 950-1100, som hidrører fra dette områdes ældste faste bebyggelse under perioden forud for slavernes ankomst. Disse gravhøje tillægges karelerne og vepserne. Gravfundene vidner om handelsforbindelser med vest.
Omkring år 1000 kom de første slaver til vepsernes land og da påbegyndtes en symbiose, som skulle strække sig over flere hundrede år. Om vepsernes tidligere storhedstid under det 10. og 11. århundrede vidner blandt andet Adam af Bremen. År 1485 annekteredes vepsernes land af storfyrstendømmet Moskva og gradvist fortrængtes vepserne.
Vepserne har traditionelt været jordbrugere, men 1703 anlagde Peter den Store en smelteovn til jernfremstilling, og en våbenfabrik på Onegas strand, hvor man tidligere havde udvundet myremalm. Lige siden da har fabriksarbejde været en vigtig indkomstkilde for mange vepsere.

### Sovjettiden
Sovjetunionen lagde – i det mindste i begyndelsen – stor vægt på hensynet til de forskellige nationale mindretal. Hele det sovjetiske samfund skulle gøres læsekyndigt, og man skabte flere forskellige skriftsprog. Vepsiske skoler grundlagdes, og et eget skriftsprog baseret på det latinske alfabet udvikledes i begyndelsen af 1930'erne. 1934 havde alle vepsiske skoler skolebøger på det nye skriftsprog, vepsisk, og et vepsiskt lærerseminarium oprettedes i Lodejnoje Polje.
Den vepsiske opblomstring kom til en brat afslutning under de store udrensninger i 1937-1938. Alle kulturelle aktiviteter blev stoppet, og skolerne blev lukket eftersom vepserne skulle tvangsassimileres. Vepsiske bøger blev brændt på bål, og lærerne blev sat i fængsel.
Under fortsættelseskrigen adskilte fronten nordvepsernes områder fra de mellemste og sydlige vepsers områder. Fronten gik i en længere tid langs med floden Svir, og Finland besatte området nord derfor. De finlandske myndigheder indrettede en stedlig administration, skoleforholdene indrettedes efter finsk mønster, og lærebøger fik man fra Finland. Stedlige kareler og vepser, som fandtes blandt de sovjetiske krigsfanger, sluttede sig frivilligt til den finske armé i den såkaldte Frændebataljon (svensk: Frändebataljon, estisk: Hõimupataljon). Tillbagetrækning af fronten gav anledning til store lidelser og mange menneskelige tragedier. Frændebataljonen blev ved fredsslutningen udleveret til Sovjetunionen, der med stor brutalitet straffede deltagerne for at have samarbejdet med fjenden.  Enkelte vepser havde held til via Finland at komme til Sverige som flygtninge.
| Republik og område      | 1926   | 1937   | 1939   | 1959   | 1970  | 1979  | 1989   | 2002  | 2010  |
| ----------------------- | ------ | ------ | ------ | ------ | ----- | ----- | ------ | ----- | ----- |
| SSSR                    | 32.785 | 29.842 | 31.679 | 16.374 | 8.281 | 8.094 | 12.501 | ...   | ...   |
| Russiske SFSR           | 32.783 | 29.585 | 31.442 | 16.170 | 8.057 | 7.550 | 12.142 | 8.240 | 5.936 |
| Karelske ASSR           | 8.587  | 9.007  | 9.388  | 7.179  | 6.323 | 5.864 | 5.954  | 4.870 | 3.423 |
| Leningrad oblast        | 17.290 | 15.146 | 15.343 | 8.026  | 650   | 774   | 4.273  | 2.019 | 1.380 |
| Vologda oblast          | 6.888  | 5.432  | 4.976  | 117    | 282   | 65    | 728    | 426   | 412   |
| Leningrad               | 5      | 0      | 198    | 848    | 154   | 208   | 368    | 318   | 721   |
| Andre regioner          | 13     | 0      | 1.316  | 848    | 648   | 639   | 819    | 607   | 721   |
| Andre sovjetrepublikker | 2      | 257    | 237    | 204    | 224   | 544   | 359    | ...   | ...   |

### Efterkrigstiden
Under efterkrigstiden fortsatte tvangsassimileringen. Mange vepsere udvandrede til byerne. Vepserne regnedes nu officielt ikke længere som en minoritet, men blev i de sovjetiske folketællinger opført som russere.
I 1989 oprettedes Vepsa Kultuuri Selts (Vepsisk Kulturforening), der har til formål at bevidstgøre vepserne om deres historiske og kulturelle arv og om deres sprog.

## Antal
I henhold til oplysninger indsamlede ved folketællinger og lignende har antallet af vepser udviklet sig således:
| År   | Antal  | Andel, der taler vepsisk |
| ---- | ------ | ------------------------ |
| 1897 | 25.284 | -                        |
| 1926 | 32.773 | -                        |
| 1939 | 32.000 | -                        |
| 1959 | 16.400 | 46,1%                    |
| 1970 | 8.281  | -                        |
| 1979 | 8.094  | 38,4%                    |
| 1989 | 12.501 | -                        |

I henhold til en etnografisk opgørelse fra 1983 fandtes der omkring 13.000 vepser, hvoraf 5.600 i Karelen, omkring 4.000 i Leningrad oblast og under 1.000 i Vologda oblast.

## Levevis
Vepserne er overvejende landbrugere eller ernærer sig ved skovbrug. Vepserne ved Onega bedriver tillige fiskeri. Mange vepsere rejser bort for at søge arbejde, især i Skt. Petersborg-området.

## Vepsän rahvahaline volost
Vepsän rahvahaline volost var en selvstyrende (autonom) kommune ved Onegas vestlige kyst, oprettet 20. januar 1994 og nedlagt igen 1. januar 2006 (området delt mellem 3 kommuner). Vepsernes folkelige kommune inkluderede Sheltozero, Rybreka og Shoksha vepsiske nationale råd i Prionezhsky regionen. Området udgjorde et areal på 830 km2 og havde i 2002 3.493 indbyggere, hvoraf ca. 30% var vepsere. Sheltozero udgjorde det administrative center.